# نارنج ژاپنی
نارَنج ژاپنی یا کابوسو (به ژاپنی: カボス یا 臭橙) میوه‌ای آبدار و سبزرنگ است که مزه‌ای ترش مانند لیمو دارد و در برخی غذاهای ژاپنی از آب آن به‌جای سرکه استفاده می‌کنند.
نارنج ژاپنی از تیرهٔ مرکبات و سَردهٔ لیموئیان است.
نارنج ژاپنی در استان اوئیتا در جنوب ژاپن کشت می‌شود. بهترین این‌گونه نارنج‌ها از منطقه تاکِدا هستند. نارنج ژاپنی از دیگر مرکبات هسپریدین بیشتری دارد و برای جلوگیری از انعقاد خون و کلسترول بالا سودمند است.
نارنج ژاپنی را گاه با میوه دیگری به نام سوداچی اشتباه می‌گیرند ولی نارنج ژاپنی دو تا سه برابر از سوداچی بزرگ‌تر است.